# Chế độ Assad sụp đổ

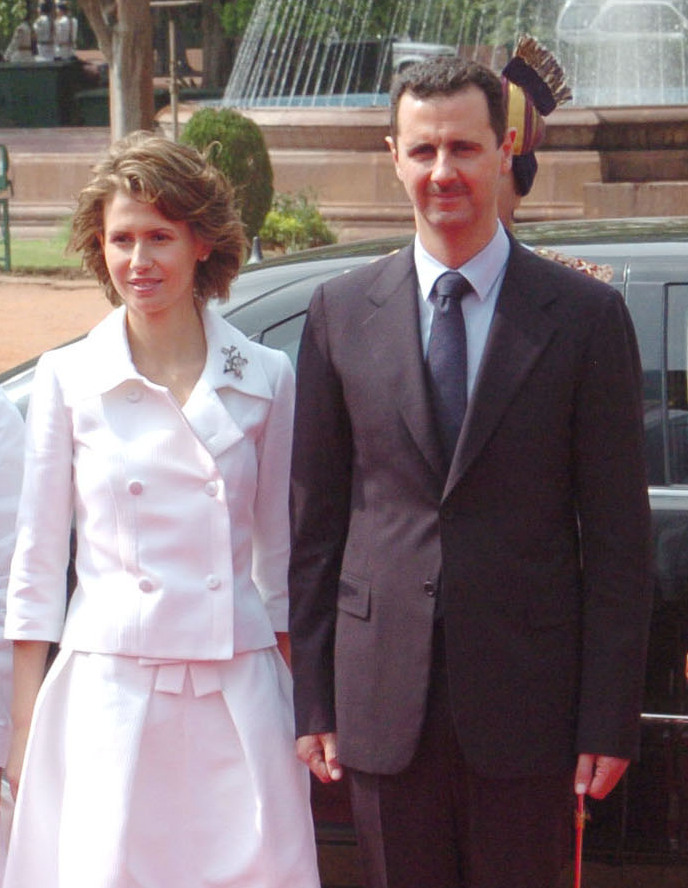
Tổng thống Bashar al-Assad và phu nhân Asma al-Assad

Bắt đầu từ ngày 8 tháng 12 năm 2024, chế độ của Tổng thống Bashar al-Assad tại Cộng hòa Ả Rập Syria bắt đầu tan rã do các cuộc tấn công của phe đối lập Syria, đỉnh điểm là chiến dịch đánh chiếm thủ đô Damascus, đánh dấu sự chấm dứt nền thống trị của triều đại Assad kể từ nhiệm kì tổng thống của Hafez al-Assad vào năm 1971.

## Bối cảnh
Gia đình al-Assad,  còn được gọi tắt là Assad, là một gia đình hoạt động chính trị Syria đã cai trị Syria kể từ khi Hafez al-Assad trở thành tổng thống Syria vào năm 1971 theo Đảng Ba'ath. Sau khi ông qua đời vào tháng 6 năm 2000 con trai ông là Bashar al-Assad đã lên kế nhiệm.
Hafez al-Assad xây dựng chế độ của mình như một bộ máy quan liêu kèm với sự sùng bái cá nhân, điều chưa từng có trong lịch sử Syria hiện đại. Hình ảnh, chân dung, trích dẫn và những lời ca ngợi Assad được trưng bày ở khắp mọi nơi, từ trường học, văn phòng chính phủ và những nơi công cộng. Hafez al-Assad được ca ngợi là "Lãnh tụ bất diệt" và " al-Muqaddas (Đấng thánh thiện)" trong các quan điểm chính thống. Hafez đã tái cấu trúc xã hội Syria theo đường lối quân sự hóa và liên tục đưa ra những luận điệu âm mưu về mối nguy hiểm do những kẻ phản động trong nước được hậu thuẫn bởi các thế lực nước ngoài, đồng thời đề cao vai trò của lực lượng vũ trang như một khía cạnh trung tâm của đời sống công cộng.
Kể từ khi Hafiz al-Assad nắm quyền vào năm 1970, bộ máy tuyên truyền nhà nước đã thúc đẩy một diễn ngôn về quốc gia mới dựa trên việc thống nhất người Syria dưới "một bản sắc Ba'athist tượng trưng duy nhất" đi kèm với chủ nghĩa Assad. Các lực lượng bán quân sự trung thành cuồng nhiệt được gọi là Shabiha (dịch: bóng ma) đã thần thánh hóa triều đại Assad thông qua các khẩu hiệu như "Không có Thượng đế nào ngoài Bashar! " và phát động tâm lý chiến chống lại những nhóm người nào không tuân thủ.

#### Tổng thống Bashar al-Assad
Sau khi Hafez qua đời, sự sùng bái cá nhân được truyền lại cho người con trai cũng là người kế nhiệm ông: Bashar al-Assad, người được đảng ca ngợi là "Nhà lãnh đạo trẻ", "Niềm hy vọng của nhân dân". Chịu ảnh hưởng sâu sắc từ mô hình gia tộc nhà Kim của Bắc Triều Tiên, bộ máy tuyên truyền chính thống đã gán cho gia đình Assad những đặc điểm thiêng liêng và tôn kính các tổ phụ nhà Assad như những người sáng lập ra nhà nước Syria hiện đại.
Năm 2011, Hoa Kỳ, Liên minh châu Âu và phần lớn các quốc gia thuộc khối Liên đoàn Ả Rập đã kêu gọi tổng thống Assad từ chức sau cuộc đàn áp những người biểu tình trong sự kiện Mùa xuân Ả Rập dẫn đến cuộc nội chiến Syria. Cuộc nội chiến đã khiến 580.000 người tử nạn, trong đó ít nhất 306.000 người là dân thường. Theo Mạng lưới Nhân quyền Syria, lực lượng ủng hộ Assad đã gây ra hơn 90% số trường hợp tử vong trong dân thường. Chính quyền Assad đã phạm phải nhiều tội ác chiến tranh trong suốt cuộc nội chiến Syria đặc biệt là  vụ tấn công bằng vũ khí hóa học ở Ghouta vào ngày 21 tháng 8 năm 2013, khiến từ 281 đến 1.729 người thiệt mạng.
Vào tháng 12 năm 2013, Cao ủy Nhân quyền Liên hợp quốc Navi Pillay tuyên bố rằng những phát hiện từ cuộc điều tra của Liên hợp quốc đã buộc tội chính quyền  Assad phạm phải tội ác chiến tranh. Các cuộc điều tra của Cơ chế điều tra chung OPCW-LHQ và Đội điều tra và nhận dạng OPCW-LHQ đã lần lượt kết luận rằng chính quyền Assad chịu trách nhiệm về vụ tấn công bằng sarin ở Khan Shaykhun năm 2017 và vụ tấn công bằng hóa chất ở Douma năm 2018. Vào ngày 15 tháng 11 năm 2023, Pháp đã ban hành lệnh bắt giữ Assad vì tội sử dụng vũ khí hóa học bị nghiêm cấm để chống lại dân thường ở Syria. Assad đã phủ nhận hoàn toàn những cáo buộc này và cáo buộc các thế luật, đặc biệt là Hoa Kỳ đang cố gắng thay đổi chế độ ở Syria.

## Sự tiếp quản của phe đối lập

### Tiến công trên chiến trường

Bản đồ các cuộc tấn công của phe đối lập Syria năm 2024.

Vào ngày 7 tháng 12 năm 2024, lực lượng đối lập đã giành được quyền kiểm soát hoàn toàn thành phố Homs sau khoảng 24h giao tranh. Sự sụp đổ nhanh chóng của hệ thống phòng thủ của chính quyền đã dẫn đến việc lực lượng an ninh phải rút lui vội vã và tiêu hủy các tài liệu nhạy cảm trong quá trình rút lui. Việc chiếm giữ này đã trao cho lực lượng nổi dậy quyền kiểm soát nhiều cơ sở hạ tầng giao thông quan trọng, đặc biệt là ngã tư cao tốc nối Damascus với vùng duyên hải Alawite, nơi có cả căn cứ của Assad và lực lượng vũ trang liên bang Nga.
Lực lượng đồng minh Hezbollah đã rút khỏi al-Qusayr gần đó, di tản khoảng 150 xe bọc thép và hàng trăm chiến binh. Việc giảm sự hỗ trợ từ các đồng minh chủ chốt, cùng với sự tham gia ngày càng giảm sút của Nga và Hezbollah do phải tập trung vào cuộc xâm lược Ukraine Hezbollah và xung đột với Israel được cho là đã góp phần quan trọng làm suy yếu vị thế của chế độ Assad.
Việc lực lượng đối lập chiếm được Homs đã kích động nhiều cuộc ăn mừng rộng rãi với việc nhiều người dân tham gia vào các cuộc biểu tình trên đường phố. Những người ăn mừng hô vang các khẩu hiệu chống Assad bao gồm: “Assad đã ra đi, Homs đã được tự do” và “Syria muôn năm, lật đổ Bashar al-Assad”. Họ tháo dỡ các biểu tượng của chế độ bao gồm cả chân dung của Tổng thống Assad, trong khi các chiến binh đối lập tiến hành lễ kỷ niệm chiến thắng bao gồm cả các tiếng súng ăn mừng.
Vào ngày 7 tháng 12, các lực lượng nổi dậy Syria tuyên bố rằng họ bắt đầu bao vây Damascus sau khi chiếm được các thị trấn lân cận, với chỉ huy quân nổi dậy Hassan Abdel Ghani tuyên bố rằng "lực lượng của chúng tôi đã bắt đầu thực hiện giai đoạn cuối cùng của việc bao vây thủ đô Damascus."  Quân nổi dậy bắt đầu bao vây thủ đô sau khi chiếm được thị trấn Al-Sanamayn cách Damascus 20 km về phía nam. Đến tối, lực lượng ủng hộ chính phủ đã rời khỏi các thị trấn ở ngoại ô Damascus, bao gồm Jaramana, Qatana, Muadamiyat al-Sham, Darayya, Al-Kiswah, Al-Dumayr, Daraa và các vị trí gần căn cứ Không quân Mezzeh.
Quân đội Syria đã cố gắng duy trì trật tự công cộng thông qua các chương trình phát sóng trên phương tiện truyền thông nhà nước, kêu gọi người dân bỏ qua những gì họ gọi là "thông tin sai sự thật" nhằm mục đích gây bất ổn an ninh quốc gia. Giới lãnh đạo quân sự đã cam kết bảo vệ đất nước, mặc dù khả năng thực hiện ngày càng bị hạn chế. Các đơn vị trinh sát đối lập đã xâm nhập vào hệ thống phòng thủ của thủ đô, thiết lập các vị trí ở những địa điểm chiến lược trên khắp thành phố. Các nhóm hoạt động đặc biệt đã tiến hành truy tìm Tổng thống Assad tại Damascus nhưng không tìm thấy gì.

### Mất quyền kiểm soát chính trị
Tại quảng trường chính của Jaramana, những người biểu tình đã kéo đổ bức tượng Hafez al-Assad. Vào buổi tối, lực lượng ủng hộ chính phủ được cho là đã rút khỏi một số vùng ngoại ô nơi các cuộc biểu tình quy mô lớn đã nổ ra.
Các quan chức cấp cao của chế độ Assad ở Damascus được cho là đã tham gia đàm phán với lực lượng đối lập về khả năng đào tẩu. Những diễn biến này trùng hợp với việc các quan chức Iran phủ nhận các báo cáo cho rằng Assad đã trốn khỏi đất nước, mặc dù các nguồn tin cho biết nơi ở của ông tại Damascus vẫn chưa được biết. Sau khi lực lượng đối lập tiến vào, đội cận vệ của tổng thống Assad không còn được triển khai tại nơi ở thường lệ của ông nữa. Tính đến đầu buổi tối ngày 7 tháng 12 năm 2024, lực lượng phiến quân không có bất kỳ thông tin tình báo chắc chắn nào về vị trí của al-Assad và đã nỗ lực truy tìm ông ta.
Vào ngày 8 tháng 12, nhóm Ha'yat Tahrir al-Sham thông báo trên tài khoản Twitter/X chính thức của nhóm rằng họ đã thả các tù nhân khỏi Nhà tù Sednaya, một trong những cơ sở giam giữ lớn nhất của Syria ở ngoại vi thủ đô Damascus. Tổ chức này coi việc phóng thích tù nhân là một chiến thắng mang tính biểu tượng trước những hành động vi phạm nhân quyền trước đây của chính phủ và điều này đại diện cho sự sụp đổ chế độ bất công của triều đại Assad.
Việc lực lượng đối lập tiến vào Damascus diễn ra với sự kháng cự tối thiểu do việc thiếu quân tiếp viện đến các khu vực trong thành phố và sự tan rã nhanh chóng của các vị trí phòng thủ của chính phủ, dẫn đến việc chiếm giữ nhiều khu vực. Đài quan sát nhân quyền Syria xác nhận rằng lực lượng đối lập đã chiếm giữ thành công một số cơ sở quan trọng ở Damascus, bao gồm đài phát thanh nhà nước và Sân bay quốc tế Damascus. Những tiến bộ của họ cũng đảm bảo quyền kiểm soát các tuyến giao thông chính và các khu phố chiến lược, đặc biệt là quận Mezzeh, một khu vực có ảnh hưởng lớn.
Tính đến ngày 8 tháng 12 năm 2024, Latakia và Tartus là những nơi duy nhất còn nằm dưới sự kiểm soát của chính phủ.

### Rời bỏ đất nước
Theo hai quan chức cấp cao của quân đội Syria, vào sáng sớm ngày 8 tháng 12, Tổng thống Assad được cho là đã rời Damascus trên một chiếc máy bay riêng đến một địa điểm không được tiết lộ trong bối cảnh tình hình an ninh tại thủ đô đang xấu đi nhanh chóng. Cùng lúc đó, người dân Syria báo cáo rằng họ đã nghe thấy tiếng hét Allahu Akbar ("Thượng đế vĩ đại") và tiếng súng dữ dội trên khắp Damascus. Các sĩ quan quân đội cấp cao sau đó xác nhận Assad đã rời sân bay quốc tế Damascus, quân đội chính phủ đồn trú tại cơ sở này sau đó đã rút khỏi các vị trí của mình. Đài quan sát nhân quyền Syria đã xác minh độc lập việc khởi hành của một chuyến bay tư nhân được cho là chở theo tổng thống. 
Đệ nhất phu nhân Asma al-Assad cùng ba người con đã chuyển đến Nga khoảng một tuần trước khi lực lượng đối lập bắt đầu tiến về Damascus. Các báo cáo cùng thời điểm cho biết rằng các thành viên trong dòng tộc của Assad gồm cả họ hàng bên dòng dõi chị gái ông, đã đến tị nạn tại Các Tiểu vương quốc Ả Rập Thống nhất. Trong những ngày trước khi phe đối lập tiến công, các quan chức Ai Cập và Jordan được cho là đã thúc giục Bashar al-Assad rời khỏi đất nước và thành lập một chính phủ lưu vong, mặc dù Bộ Ngoại giao Ai Cập và đại sứ quán Jordan đã phủ nhận việc làm này.
Sau khi các thành viên trong gia đình Assad rời đi, các video cho thấy cảnh các nhóm người xâm nhập vào bên trong dinh thự trống trơn của tổng thống Bashar al-Assad ở al-Maliki đã được phát tán trực tuyến.

## Chuyển giao quyền lực
Lãnh đạo nhóm HTS Abu Mohammed al-Jolani tuyên bố trên Telegram rằng các  tổ chức công của Syria sẽ không được chuyển giao ngay lập tức cho các lực lượng quân sự của họ, mà thay vào đó sẽ tạm thời do "cựu" Thủ tướng Syria Mohammad Ghazi al-Jalali nắm giữ cho đến khi quá trình chuyển giao chính trị hoàn tất. Mohammad Ghazi al-Jalali tuyên bố trong một video trên mạng xã hội rằng ông có kế hoạch ở lại Damascus và hợp tác với người dân Syria, đồng thời bày tỏ hy vọng rằng Syria có thể trở thành "một quốc gia bình thường" và bắt đầu tham gia vào các hoạt động ngoại giao với các quốc gia khác. Chính phủ chuyển tiếp Syria được thành lập dưới sự lãnh đạo của Ahmed al-Sharaa, người đứng đầu Tahrir al-Sham.

## Các phản ứng

### Tại Syria

#### Lực lượng đối lập
Chủ tịch Liên minh quốc gia Syria, Hadi al-Bahra, đã tuyên bố vào Chủ Nhật về sự sụp đổ của chế độ Bashar Al-Assad.
Tahrir al-Sham, lực lượng đối lập chính tham gia việc lật đổ Assad, tuyên bố Syria đã được "giải phóng" sau khi Assad ra đi. Nhóm này đã ra tuyên bố thông qua các nền tảng mạng xã hội, thông báo về sự kết thúc của cái mà họ gọi là "thời kỳ đen tối" và hứa hẹn về một "nước Syria mới" nơi "mọi người đều sống trong hòa bình và công lý được thực thi". Các tuyên bố của họ đặc biệt gửi tới những người tị nạn và các tù nhân chính trị trước đây, mời gọi họ trở về đất nước.

#### Phản ứng của công chúng
Damascus đã chứng kiến những cuộc ăn mừng công khai, đặc biệt là tại Quảng trường Umayyad mang tính biểu tượng, vốn là trung tâm quyền lực chính phủ với các cơ quan như Bộ Quốc phòng và tổng hành dinh Lực lượng vũ trang Syria. Người dân tụ tập quanh các thiết bị quân sự bị bỏ lại, với các cảnh quay trên mạng xã hội ghi lại những cảnh ăn mừng công khai gồm âm nhạc và biểu tình. Các quan chức Bộ Quốc phòng được cho là đã sơ tán khỏi trụ sở của họ trong những diễn biến này.

### Phản ứng của Quốc tế
Sự tiến quân nhanh chóng của lực lượng đối lập đã thu hút sự chú ý đáng kể của quốc tế. Các quan chức trong chính quyền Biden bắt đầu cân nhắc đến khả năng chế độ Assad sụp đổ trong vòng vài ngày. Tổng thống Thổ Nhĩ Kỳ Recep Tayyip Erdogan bày tỏ hy vọng về hòa bình và ổn định ở Syria sau mười ba năm xung đột. Quân đội Israel duy trì giám sát chặt chẽ tình hình, đặc biệt là liên quan đến các hoạt động của Iran, đồng thời hỗ trợ lực lượng Liên hợp quốc đẩy lùi các cuộc tấn công của các nhóm vũ trang.

## Phân tích
Nghiên cứu viên cao cấp Natasha Hall đến từ Chương trình Trung Đông thuộc Trung tâm Nghiên cứu Chiến lược và Quốc tế cho rằng sự sụp đổ của chế độ này là do sự suy yếu của các đồng minh truyền thống của Assad, trong khi Nga tập trung vào cuộc xâm lược Ukraine và Iran phải đối mặt với những thách thức trong khu vực. Bà cũng cho rằng điều kiện kinh tế khắc nghiệt của Syria, với khoảng 90 phần trăm dân số sống dưới mức nghèo khổ và nhiều người sống trong các trại tị nạn, đã góp phần làm xói mòn sự ủng hộ đối với chế độ.